# Arabesque/Orphans
Arabesque/Orphans è un singolo del gruppo musicale britannico Coldplay, pubblicato il 24 ottobre 2019 come primo estratto dall'ottavo album in studio Everyday Life.

## Accoglienza
Arabesque ha ricevuto recensioni positive da parte della critica specializzata. Dan Stubbs di NME ha elogiato la voglia del gruppo di sperimentare, definendo il brano «un pezzo jazz moderno». Scrivendo per Under the Radar, Christopher Roberts ha definito Arabesque «uno dei brani più interessanti che la band abbiano pubblicato negli anni».
Christian Eede di The Quietus ha scritto che «i Coldplay stanno scavando le loro radici e giocherellando con il tessuto di livello base del loro suono con un pezzo ricco di strumenti a fiato attaccanti e seducenti», definendo Arabesque uno dei migliori brani del 2019.

## Video musicale
Il 25 ottobre 2019 il gruppo ha presentato il videoclip per Orphans, diretto da Mat Whitecross. Esso mostra scene inerenti al processo di realizzazione e registrazione del brano alternate al frontman Chris Martin cantare il brano con una chitarra acustica in strada e infine all'intera formazione che suona insieme a un coro di bambini in un corridoio girevole.

## Tracce
7"
- Lato A

1. Arabesque – 5:40 (Guy Berryman, Jonny Buckland, Will Champion, Chris Martin, Femi Kuti, Paul Van Haver, Drew Goddard)

- Lato B

1. Orphans – 3:17 (Guy Berryman, Jonny Buckland, Will Champion, Chris Martin)

Download digitale
1. Orphans – 3:17 (Guy Berryman, Jonny Buckland, Will Champion, Chris Martin)
2. Arabesque – 5:40 (Guy Berryman, Jonny Buckland, Will Champion, Chris Martin, Femi Kuti, Paul Van Haver, Drew Goddard)

Download digitale – remix
1. Orphans (Muzi Remix) – 3:41 (Guy Berryman, Jonny Buckland, Will Champion, Chris Martin)

## Formazione
Gruppo
- Chris Martin – voce, chitarra acustica
- Jonny Buckland – chitarra elettrica, cori
- Guy Berryman – basso, cori
- Will Champion – batteria, cori

Altri musicisti
- Arabesque
  - Le Trio Joubran – oud
  - Stromae – voce
  - Femi Kuti – assolo di corno
  - Made Kuti – arrangiamento corni
  - Gbenga Ogundeji – corno
  - Omorinmade Anikulapo-Kuti – corno
  - Ayoola Magbagbeola – corno
  - Ayodeji Adebanjo – corno
  - Babatunde Ankra – corno
  - Drew Goddard – chitarra aggiuntiva
  - Davide Rossi – strumenti ad arco
- Orphans
  - Marwa Kreitem – coro
  - Nadeen Fanous – coro
  - Garine Antreassian – coro
  - Bashar Murad – coro
  - Norah Shaqur – coro
  - Apple Martin – coro
  - Moses Martin – coro
  - Ben Oerlemans – coro
  - Bill Rahko – coro
  - Aluna Donad – coro
  - Jocelyn "Jozzy" Donald – coro

Produzione
- The Dream Team – produzione, ingegneria del suono
- Mark "Spike" Stent – missaggio
- Michael Freeman – assistenza al missaggio
- Matt Wolach – assistenza al missaggio
- Rik Simpson – missaggio
- Max Martin – coproduzione
- Miguel Lara – ingegneria del suono aggiuntiva
- Aleks von Korff – ingegneria del suono aggiuntiva
- Lionel Capouillez – ingegneria del suono aggiuntiva
- Fiona Cruickshank – ingegneria del suono aggiuntiva
- Beatriz Artola – ingegneria del suono aggiuntiva
- Raplh Cacciurri – ingegneria del suono aggiuntiva
- Lance Robinson – ingegneria del suono aggiuntiva
- Sam Harper – ingegneria del suono aggiuntiva
- Matt Latham – direzione studio
- Anthony De Souza – assistenza tecnica
- Luke Pickering – assistenza tecnica
- Chloe Kramer – assistenza tecnica
- Henri Davies – assistenza tecnica
- Marenius Alvereng – assistenza tecnica
- Tyler Gordon – assistenza tecnica
- Kaushlesh "Garry" Purohit – assistenza tecnica
- Lance Powell – assistenza tecnica
- Charley Pollars – assistenza tecnica
- Crystal Mangano – assistenza tecnica
- Tate McDowell – assistenza tecnica
- Stephanie Streseman Wilkinson – assistenza tecnica
- Laurence Anslow – assistenza tecnica
- Tony Smith – assistenza tecnica
- Nick "Mystic" Davis – assistenza tecnica
- Natasahe Carter – assistenza tecnica
- Thomas Warren – assistenza tecnica
- Matt Glasbey – assistenza tecnica
- Jacques du Plessis – assistenza tecnica
- Gavin Flaks – assistenza tecnica
- Zach Brown – assistenza tecnica
- Daniel Watson – assistenza tecnica
- Chenso Wang – assistenza tecnica
- Bastien Lozier – assistenza tecnica
- Pierre Houle – assistenza tecnica
- Baptiste Leroy – assistenza tecnica
- Erwan Abbas – assistenza tecnica
- Matt McGinn – assistenza tecnica
- Craig "Hoppy" Hope – assistenza tecnica
- Emily Lazar – mastering
- Chris Allgood – assistenza al mastering

## Classifiche
Arabesque
| Classifica (2019)                | Posizione massima |
| -------------------------------- | ----------------- |
| Belgio (Fiandre)                 | 58                |
| Belgio (Vallonia)                | 70                |
| Stati Uniti (rock & alternative) | 29                |

Orphans
| Classifica (2019)                | Posizione massima |
| -------------------------------- | ----------------- |
| Belgio (Fiandre)                 | 9                 |
| Belgio (Vallonia)                | 7                 |
| Canada                           | 59                |
| Francia                          | 172               |
| Germania                         | 94                |
| Giappone                         | 87                |
| Irlanda                          | 31                |
| Italia                           | 55                |
| Norvegia                         | 33                |
| Paesi Bassi                      | 37                |
| Regno Unito                      | 27                |
| Repubblica Ceca                  | 56                |
| Slovacchia                       | 45                |
| Spagna                           | 88                |
| Stati Uniti                      | 106               |
| Stati Uniti (alternative)        | 1                 |
| Stati Uniti (rock & alternative) | 3                 |
| Svezia                           | 37                |
| Svizzera                         | 25                |
| Ungheria (download)              | 37                |